# U 795
U 795 war ein U-Boot vom Typ XVIIA der deutschen Kriegsmarine während des Zweiten Weltkriegs. Das Boot war eins von insgesamt vier Booten (U 792 bis U 795), welche auch zur einsatzmäßigen Dauererprobung des Walter-Antriebs gebaut wurden.

## Geschichte
Das Boot wurde ab dem 2. Februar 1943 auf der Friedrich Krupp Germaniawerft in Kiel gebaut. Nachdem es am 21. März 1944 in Betrieb genommen worden war, wurde es am 22. April 1944 unter das Kommando von Oberleutnant zur See Horst Selle gestellt. Es diente bei der 8. U-Flottille bis zum 15. Februar als Übungsboot und dann bei der 5. U-Flottille bis zum 3. Mai 1945.
Im Trockendock der Germaniawerft in Kiel liegend, wurde U 795 am 3. Mai 1945 durch Sprengung des  Maschinenraums zerstört, um eine Nachnutzung durch den Feind auszuschließen.

## Allgemeine Eigenschaften
Das U-Boot mit einer Besatzung von zwölf Personen hatte ein Gewicht von 317 Tonnen bei einer Länge von 36,60 Metern.

### Antrieb
- 1× Deutz SAA SM517 8-Zylinder-Dieselmotor (160 kW)
- 1× AEG AWT98 Elektromotor (57 kW)
- 2× Walter Gasturbine (3700 kW)

### Geschwindigkeit
- 9 Knoten (17 km/h) aufgetaucht
- 5 Knoten (9,3 km/h) abgetaucht (Elektroantrieb)
- 25 Knoten (46 km/h) abgetaucht (Walter-Antrieb)

### Reichweite
- 1840 Seemeilen (3410 km) bei 9 Knoten (17 km/h) aufgetaucht
- 76 Seemeilen (141 km) bei 2 Knoten (3,7 km/h) abgetaucht (Elektroantrieb)
- 117 Seemeilen (217 km) bei 20 Knoten (37 km/h) abgetaucht (Walter-Antrieb)

### Bewaffnung
- 2× 533 mm Torpedorohr
- 4× Torpedo